# ويس ويد
ويس ويد (بالإنجليزية: Wes Wade)‏ (18 فبراير 1968 بكولومبوس في الولايات المتحدة - ) هو مدرب كرة قدم ولاعب كرة قدم أمريكي في مركز الدفاع. لعب مع نادي غوادالاخارا (نادي كرة قدم) وأريزونا كندورز ‏ وArizona Sandsharks ‏ وDetroit Rockers ‏ وKansas City Attack ‏ وكنساس سيتي كومتس ‏ وويتشاتا وينغز ‏.